# 成正寺 (行田市)

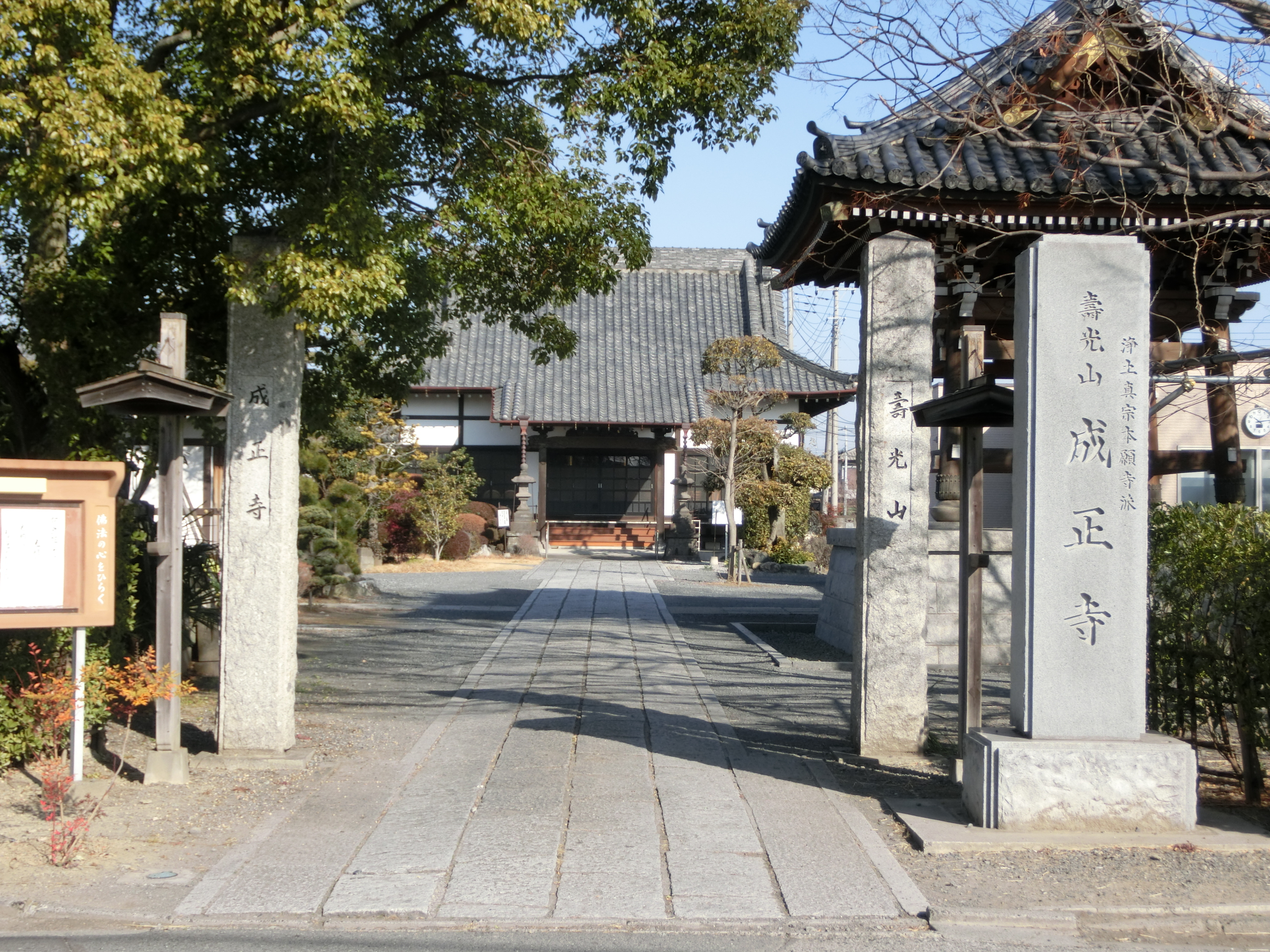
成正寺

成正寺（じょうじょうじ）は、埼玉県行田市にある浄土真宗本願寺派の寺院である。

## 歴史
文政6年(1823年)、桑名（三重県）から忍（現在の行田市）に移封した松平忠堯の家老、加藤大炊が、浄土真宗本願寺派の寺院が無いことに気づき、築地本願寺（本願寺の別院）の出張道場として開基に賢随を迎え建立したという。

## 境内
- 本堂（昭和8年建立、昭和49年改修）
- 庫裡（昭和8年建立）
- 書院（昭和45年建立）
- 鐘楼（昭和60年建立）
- 敷地内に白鳩保育園がある。

## 参考資料
- 行田のお寺を訪ねて
- 猫のあしあと 成正寺。行田市駒形にある浄土真宗本願寺派の寺院